# 亚历山大·科洛布涅夫
亚历山大·维克托洛维奇·科洛布涅夫（俄语：Александр Викторович Колобнев，1981年5月4日—）是一位俄罗斯职业公路自行车运动员。曾参加2004年、2008年和2012年三届奥林匹克运动会。